# 1958
1958 (MCMLVIII) var ett normalår som började en onsdag i den gregorianska kalendern.

## Händelser

### Januari
- 1 januari

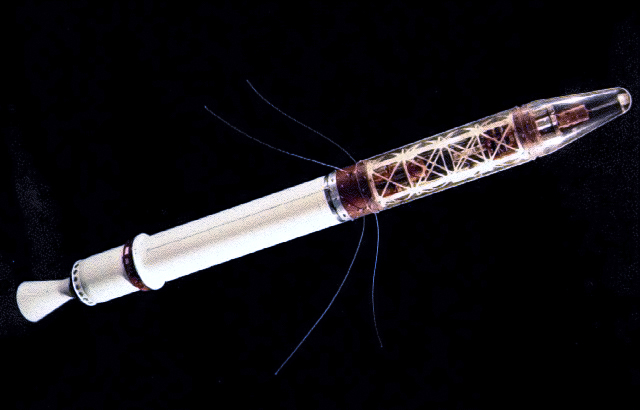
Explorer 1, USA:s första lyckade konstgjorda satellit.

  - Europeiska ekonomiska gemenskapen (EEG) bildas med Belgien, Frankrike, Italien, Luxemburg, Nederländerna och Västtyskland som medlemsstater.
  - Sverige förkortar arbetsveckan från 48 till 45 timmar, reformen skall vara helt genomförd 1960 [1].
  - Åke Rusck tillträder som chef för SAS.
- 4 januari – Den sovjetiska satelliten Sputnik 1 (uppsänd i rymden 1957) faller tillbaka till jorden.
- 8 januari – Bobby Fischer vinner, vid 14 års ålder, för första gången amerikanska mästerskapet i schack.
- 11 januari – Den svenska statsverkspropositionen innehåller det dittills största budgetunderskottet, 1,6 miljarder SEK [2].
- 20 januari – Sveriges första kvinnliga poliser börjar tjänstgöra i Stockholm [1].
- 31 januari
  - Explorer 1, USA:s första lyckade konstgjorda satellit, skjuts upp från Cape Canaveral AFS [1].
  - Den amerikanske fysikern James Van Allen upptäcker det strålningsbälte i rymden som har fått hans namn.
  - En amerikansk B-47 med atombomber havererar vid start. Bombhöljet skadas, radioaktiv strålning läcker ut, och närboende evakueras [3].

### Februari

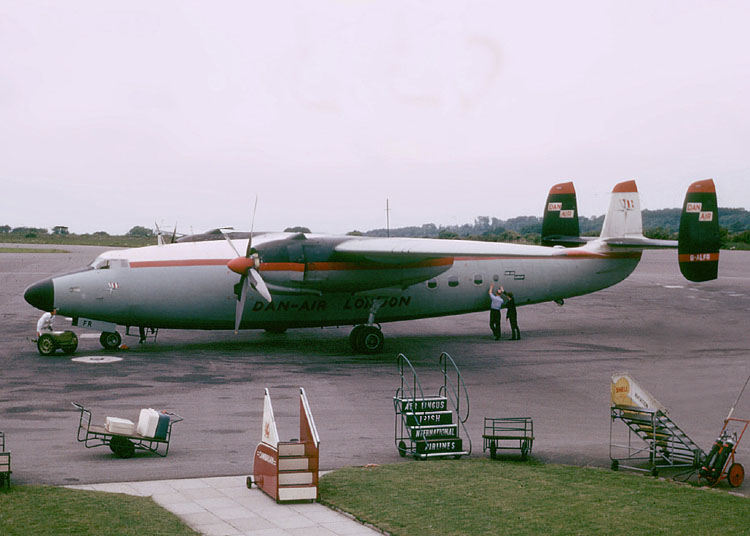
Flygolyckan i München, där 23 av 43 passagerare bestående av åtta spelare, ledare och supportrar från Manchester United FC, omkom.

- 1 februari – Egypten och Syrien förenas till Förenade Arabrepubliken [4] med Nasser som president.
- 4 februari – En fyrpartiuppgörelse om det svenska försvaret (mellan Socialdemokraterna, Folkpartiet, Högerpartiet och Centerpartiet) innebär en kraftig upprustning av detsamma [2].
- 6 februari – Vid en flygolycka i München omkommer 23 av 43 passagerare bestående av åtta spelare, ledare och supportrar från Manchester United FC [1].[5]
- 24 februari – USA avslöjar en sovjetisk kärnvapenprovserie [3].

### Mars
- 2 mars - Första VM i Skidskytte hålls, Saalfelden, Österrike
- 11 mars – De svenska rocksångarna Little Gerhard och Rock-Ragge drar tusentals ungdomar till en rockgala i Eriksdalshallen i Stockholm, där tonårsflickorna är hysteriska och kastar upp klädesplagg på scen [1].
- 12 mars – Sverige deltar för första gången i Eurovision Song Contest, där Alice Babs sjunger Lilla stjärna och slutar på fjärde plats.
- 19 mars – Sveriges riksdag beslutar att kvinnor skall kunna bli präster i Svenska kyrkan [1].
- 24 april – Amerikanske rockartisten Elvis Presley börjar göra militärtjänsten vid amerikansk flygbas i Västtyskland [6].
- 25 mars – Andra kammarens borgerliga majoritet avslår det svenska regeringsförslaget om ATP.
- 27 mars – Nikita Chrusjtjov blir premiärminister i Sovjetunionen [4].
- 31 mars – Den sovjetiska kärnvapenprovserien avslutas [3].
- Våren – Sverige skickar FN–observatörer till Libanon.

### April
- 3 april – Inbördeskrig i Kuba mellan Fidel Castros rebeller och Fulgencio Batista [4].
- 5 april – Pablo Picassos Ikarosfresk avtäcks i Vallauris av Luther Evans.
- 14 april – Sputnik 2 med den döda hunden Lajka ombord återinträder genom jordatmosfären och förintas.
- 25 april – Svenska regeringens förslag om ATP-pension faller i Sveriges riksdag [1].
- 28 april
  - Till följd av nederlaget i ATP-frågan upplöser den svenska regeringen Andra kammaren och utlyser nyval [1].
  - Storbritannien genomför kärnvapenprov vid Julön [3].

### Maj
- 7 maj
  - Storbritannien genomför kärnvapenprov vid Julön [3].
  - USA genomför ny kärnvapenprovserie.
- 9 maj – Moderna Museet på Skeppsholmen i Stockholm invigs [1].
- 13 maj – Uppror i Algeriet [4].
- 23 maj
  - TV-länkarna Stockholm–Göteborg–Malmö tas i bruk och därmed är Sverige anslutet till Eurovisionsnätet [2].
  - Sverige inför en ny folkskolestadga.
- 29 maj – General Charles de Gaulle bildar en regering och påbörjar en författningsreform, och hälsas som den "franska nationens räddare" [1].

### Juni
- 1 juni
  - Efter flera månaders regeringskris i Frankrike utses Charles de Gaulle till konseljpresident, och låter utarbeta en ny konstitution som skall godkännas vid en folkomröstning [6].
  - Vid svenska nyvalet till Andra kammaren ökar socialdemokraterna med fem mandat och behåller regeringsmakten med stöd av kommunisterna [1]. Totalt får socialdemokraterna och kommunisterna 116 mandat och de borgerliga 115. Eftersom talmannen dock saknar rösträtt kan ställningen bli 115-115 [2].
  - Den första Eurovisionssändningen sker med en opera från Drottningholmsteatern [2].
- 2 juni I San Simeon öppnas Hearst Castle för allmänheten, med guidade turer.[7]
- 16 juni – Imre Nagy och tre av hans medarbetare avrättas för sin medverkan i den ungerska revolten 1956.
- 19 juni – Aktionsgruppen mot svensk atombomb ("AMSA") bildas av intellektuella i Stockholm. I gruppen finns bland andra Per Anders Fogelström, Sara Lidman och Barbro Alving [8].
- 20 juni – Järnbarken Omega (byggd i Skottland 1887), sjunker utanför Callao, Peru  då den transporterar guano från Pachacamacöarna för Huacho.[9]

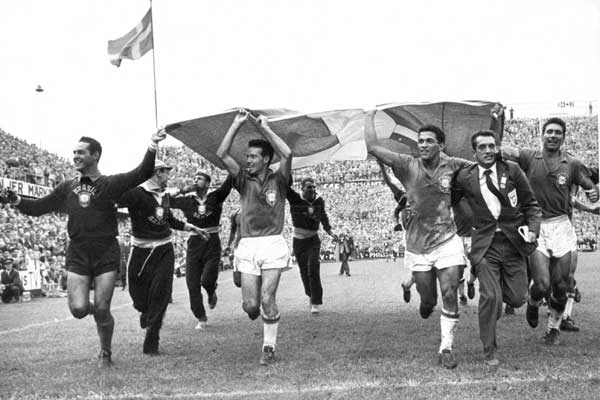
Brasilien världsbäst i fotboll.

- 29 juni – Brasilien vinner VM-finalen i fotboll mot Sverige på Råsunda fotbollsstadion i Solna stad med 5-2 [1]. Turneringen innebär också TV-mediets stora genombrott i Sverige.

### Juli
- 5 juli – Sven Davidson och Ulf Schmidt vinner Wimbledonfinalen i tennis, och blir första svenskar som spelar final i tävlingen [8].
- 9 juli – Ett jordskred i Lituya Bay i Alaska orsakar en tsunami på 524 meter.
- 14 juli – En statskupp, 14 juli-revolutionen, genomförs i Irak. Kuppmakarna mördar kung Faisal II, kronprins Abd al-Ila'h och premiärminister Nuri as-Sa'id, och utropar landet till republik[10].
- 15 juli – Amerikanska marinsoldater landstiger i Libanon i samband med hot om uppror efter att USA:s kongress 1957 godkänt sådana amerikanska aktioner i denna del av världen [11].
- 23 juli – Oljeupplag vid Moheda,  Sverige exploderar och stora mänger olja och bensin rinner ner mot samhället, och ner i vattendrag och brunnar. Ett 70-tal personer evakueras [3].
- 29 juli – USA:s rymdfartsstyrelse NASA bildas efter beslut i USA:s kongress, med målet att samordna och påskynda amerikansk rymdforskning [1].

### Augusti
- Augusti – Nils Bohlin får patent på trepunktssäkerhetsbältet.
- 1 augusti – USA offentliggör kärnvapenprov [3].
- 3 augusti – Det kinesiska kommunistpartiets politbyrå beslutar att det kinesiska jordbruket skall kollektiviseras och organiseras i folkkommuner [1].
- 12 augusti – USA offentliggör återigen kärnvapenprov [3].
- 14 augusti – 99 personer omkommer då en nederländsk Super Constellation störtar i Atlanten [12].
- 22 augusti – Kina beskjuter öarna Quemoy och Matsu vid Formosa.
- 28 augusti – De evakuerade från explosionen den 23 juli kan återvända till Moheda,  Sverige [3].
- 30 augusti – Kinas kommunistiska parti beslutar att det kinesiska jordbruket skall organiseras i folkkommuner [6].

### September

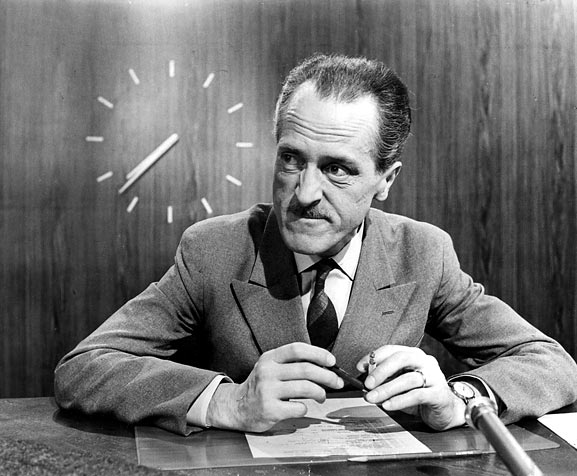
Aktuellt sänds för första gången med Olle Björklund som uppläsare.

- 3 september – Sveriges Radio-TV:s nyhetsprogram Aktuellt sänds för första gången [1].
- 4 september – Regeringen de Gaulle presenterar sitt förslag till ny fransk konstitution.
- 14 september – Ingemar Johansson vinner på knockout i första ronden mot världstvåan Eddie Machen på Nya Ullevi i Göteborg [6].
- 5 september – 6 personer omkommer då en rälsbuss kolliderar med ett provtåg i Grycksbo, Sverige [12].
- 19 september – USA inleder en ny kärnvapenprovserie med 10 sprängningar [3].
- 27 september – Svenska kyrkan håller ett möte varvid kvinnors behörighet till prästämbetet godkänns, efter beslut i Sveriges riksdag [2]. Mötet är dock ej enigt, 69 röstar för och 29 mot [8], och man antar också den så kallade samvetsklausulen, som säger, att biskopar inte skall tvingas att prästviga kvinnor och att inga präster mot sitt samvete ska tvingas tjänstgöra ihop.
- 28 september – En folkomröstning godkänner med 80 % ja-röster förslaget till ny konstitution i Frankrike.

### Oktober

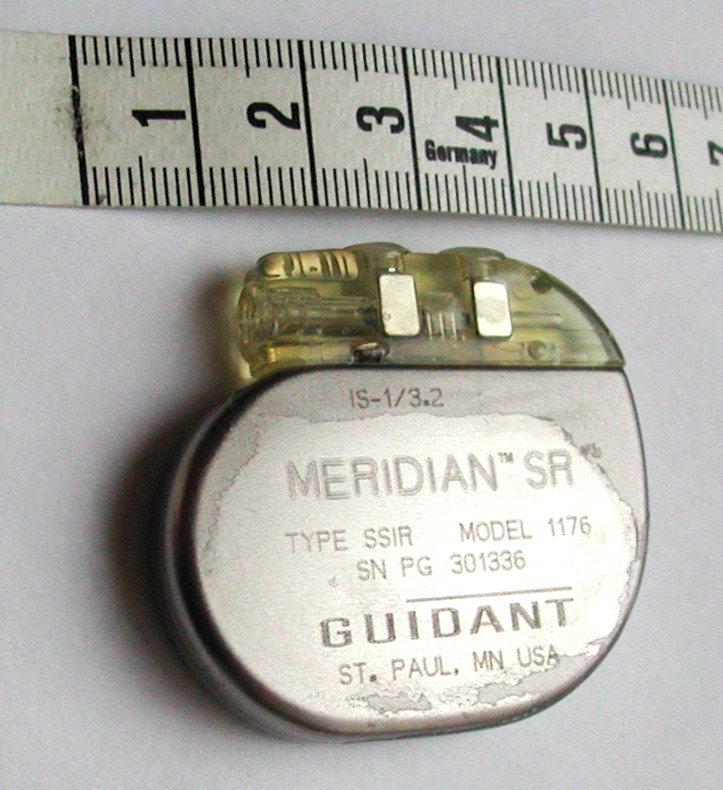
Pacemaker uppfinns av den svenske kirurgen Åke Senning.

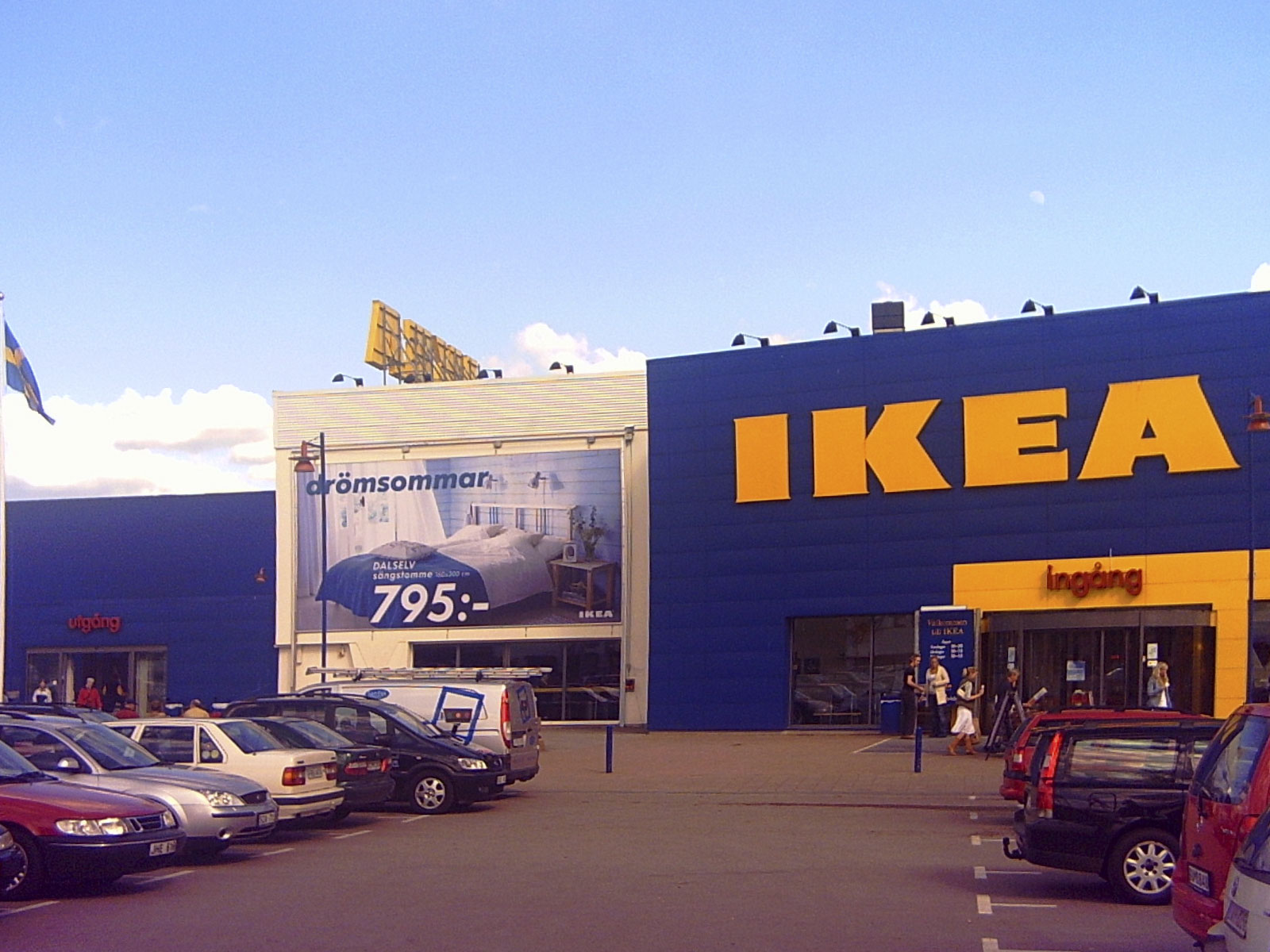
Ikea öppnas i Älmhult.

- 3 oktober – Sveriges ÖB Nils Swedlund kräver att Sverige utrustas med atombomber [2].
- 6 oktober – Det svenska radioprogrammet Mosebacke Monarki sänds för första gången [8].
- 8 oktober – Den svenske kirurgen Åke Senning opererar i patienten Arne Larsson in den nya svenska uppfinningen pacemaker (uppfunnen av Rune Elmqvist).
- 18 oktober – 65 personer och hela besättningen omkommer då ett sovjetiskt jetflygplan störtar 64 mil söder om Moskva, under färd mellan Peking och Moskva [12].
- 22 oktober – Invigning av översvämningsbarriären Hollandse Ijsselbarriären, Nederländerna, första delen av Deltawerken.
- 24 oktober – Svenska Akademien ger den sovjetiske författaren Boris Pasternak Nobelpriset i litteratur [1].
- 28 oktober
  - Den sovjetiske författaren Boris Pasternak avböjer att ta emot Nobelpriset i litteratur på grund av hårda angrepp från det sovjetiska författarförbundet [1].
  - Den svenska Morgon-Tidningen (före detta Social-Demokraten) utkommer med sitt sista nummer [2].
  - Det första IKEA–varuhuset öppnas i Älmhult.
  - Sedan Pius XII har avlidit den 9 oktober [1] väljs Angelo Giuseppe Roncalli till påve och tar namnet Johannes XXIII.
- 31 oktober – USA avslutar sin kärnvapenprovserie [3].

### November
- 4 november – Kardinal Giuseppe Roncalli kröns till romersk-katolska kyrkans nye påve Johannes XXIII [1].
- 8 november – Birgit Nilsson och Elisabeth Söderström skriver kontrakt med Metropolitan–operan i New York [6].
- 26 november – En liten mängd radioaktivitet läcker ut då en amerikansk B-47 fattar eld [3].
- November
  - Stig Wennerström finns med i den svenska militärdelegation som besöker Moskva [13].
  - I Sverige upplöstes Hembiträdesföreningarnas centralkommitté efter sjunkandet medlemsantal under 1950-talet [14].

### December
- 1 december – Gångtunneln mellan Stockholms centralstation och T-Centralen öppnas.
- 7 december – Birgit Nilsson blir första utländska artist som får öppna säsongen på La Scala–operan i Milano [6].
- 12 december – Lars Forssell ger ut Snurra min jord och andra visor som förut lanserats i radio. Därmed har den politiska kabaretvisan kommit till Sverige [2].
- 21 december – General Charles de Gaulle väljs till president i Frankrike [4].
- 31 december – Antalet TV-licenser i Sverige har ökat under året, från 75 000 till 250 000 [1].

### Okänt datum
- Rune Elmqvist uppfinner pacemakern.
- Sverige låter sina första domar för olaga marijuanainnehav falla [15].
- Explorer vodka börjar säljas på Systembolaget i Sverige [6].
- TCO medger att SIF har rätt att sluta egna avtal med SAF.
- Erik XIV:s kista öppnas för vetenskaplig undersökning (om eventuell förgiftning) av kvarlevorna.
- Hamburgaren har premiär i Sverige.
- En statlig utredning angående förhållandet mellan Svenska kyrkan och staten tillsätts.
- Andorra och Tyskland sluter formellt fred efter Första världskriget sedan Andorra glömts bort i Versaillesfreden.
- I Sverige byter "Stockholms folkskoledirektion" namn till "Stockholms skoldirektion".
- Sverige avskaffar aga i folkskolan [16].

## Födda

### Första kvartalet

#### Januari
- 3 januari – Kerry Armstrong, australisk skådespelare.
- 4 januari – Julian Sands, brittisk skådespelare.
- 7 januari – Linda Kozlowski, amerikansk skådespelare.
- 12 januari – Leif Nystén, finlandssvensk musikvetare, musikjournalist och musikadministratör.
- 14 januari – Per Landgren, svensk kristdemokratisk politiker och idéhistoriker.
- 15 januari – Boris Tadić, serbisk president.
- 16 januari – Anatolij Bukrejev, rysk bergsbestigare.
- 20 januari – Lorenzo Lamas, amerikansk skådespelare.
- 25 januari – Alessandro Baricco, italiensk författare.
- 26 januari9
  - Xavier Becerra, amerikansk demokratisk politiker.
  - Ellen DeGeneres, amerikansk skådespelare och komiker.
  - Mark Taylor, kanadensisk ishockeyspelare.
- 27 januari – Alan Milburn, brittisk parlamentsledamot för Labour 1992–2003.
- 29 januari – Leif Andrée, svensk skådespelare.
- 30 januari – Mats Qviström, svensk skådespelare.

#### Februari
- 4 februari – Kjell Ola Dahl, norsk författare.
- 8 februari – Paul Barker, amerikansk musiker, medlem i Ministry.
- 13 februari
  - Pernilla August, svensk skådespelare.
  - Per Bill, svensk moderat politiker.
- 16 februari
  - Ice-T, eg. Tracy Marrow, amerikansk skådespelare, författare och Rap–artist.
  - Lisa Loring, amerikansk skådespelare, dottern i TV-serien Familjen Addams.
- 21 februari – John Shimkus, amerikansk republikansk politiker.
- 23 februari – Jouni Kotiaho, finländsk politiker.
- 24 februari – Plastic Bertrand, eg. Roger Jouret, belgisk sångare.
- 26 februari – Michel Houellebecq, fransk författare.
- 27 februari
  - Kenth Hultqvist, svensk bandyspelare och -tränare.
  - Nancy Spungen, amerikansk flickvän till Sid Vicious.

#### Mars
- 1 mars – Nik Kershaw, brittisk sångare.
- 3 mars – Miranda Richardson, brittisk skådespelare.
- 4 mars
  - Patricia Heaton, amerikansk skådespelare.
  - Hans Åkerhjelm, svensk kompositör.
- 5 mars – Andy Gibb, brittisk sångare.
- 8 mars – Aleksandr Tarasov, rysk sociolog, statsvetare, kulturdebattör, publicist och författare.
- 10 mars – Sharon Stone, amerikansk skådespelare.
- 13 mars – Alan Grayson, amerikansk demokratisk politiker, kongressledamot 2009–2011 och 2013–2017.
- 14 mars – Albert av Monaco, furste av Monaco från 2005.
- 20 mars – Holly Hunter, amerikansk skådespelare.
- 21 mars – Gary Oldman, brittisk skådespelare.
- 23 mars – Katarina Weidhagen, svensk skådespelare.
- 25 mars – John Ensign, amerikansk republikansk politiker, senator.
- 26 mars
  - Elio de Angelis, italiensk racerförare.
  - Catherine Hansson, svensk skådespelare.
- 27 mars – Adrian Rawlins, brittisk skådespelare.
- 28 mars – Elisabeth Andreassen, svensk musiker.
- 29 mars – Travis Childers, amerikansk demokratisk politiker, kongressledamot 2008–2011.

### Andra kvartalet

#### April
- 3 april
  - Francesca Woodman, amerikansk fotograf.
  - Alec Baldwin, amerikansk skådespelare.
- 8 april – Rikard Wolff, svensk skådespelare och musiker.
- 11 april
  - Stuart Adamson, skotsk sångare och gitarrist.
  - Lars Molin, svensk ishockeyspelare.
- 15 april – Abu Hamza al-Masri, Imam i Finsbury Park Mosque.
- 21 april – Andie MacDowell, amerikansk skådespelare och fotomodell.
- 24 april – Steve Wright, brittisk seriemördare.
- 26 april – Giancarlo Esposito, amerikansk skådespelare.
- 29 april – Michelle Pfeiffer, amerikansk skådespelare.
- 30 april – Charles Berling, fransk skådespelare.

#### Maj
- 4 maj – Keith Haring, amerikansk konstnär.
- 10 maj
  - Rick Santorum, amerikansk republikansk politiker.
  - Yu Suzuki, japansk spelproducent.
- 16 maj – Laurie Bartram, amerikansk skådespelare.
- 17 maj – Paul Di'Anno, Iron Maidens första sångare (sparkad 1981).
- 21 maj – Tom Feeney, amerikansk republikansk politiker, kongressledamot 2003–2009.
- 22 maj – Kenny Hulshof, amerikansk republikansk politiker.
- 25 maj
  - Janis Vanags, lettisk ärkebiskop för evangelisk-lutherska kyrkan i Lettland.
  - Paul Weller, brittisk sångare, musiker och låtskrivare, tidigare medlem av The Jam och The Style Council.
- 26 maj – Aino Seppo, finländsk skådespelare.
- 29 maj
  - Annette Bening, amerikansk skådespelare.
  - Jarmo Mäkinen, finsk-svensk skådespelare.
- 30 maj – Marie Fredriksson, svensk artist.

#### Juni
- 6 juni – Paul Burrell, betjänt vid brittiska hovet.
- 7 juni – Prince, eg Prince Rogers Nelson, amerikansk sångare, låtskrivare, artist.
- 8 juni – Cyril O'Reilly, amerikansk skådespelare.
- 11 juni – Rick Renzi, amerikansk republikansk politiker och affärsman, kongressledamot 2003–2009.
- 22 juni – Bruce Campbell, amerikansk skådespelare.
- 26 juni – Christos Stylianides, cypriotisk politiker.
- 28 juni – Donna Edwards, amerikansk demokratisk politiker och medborgaraktivist.
- 30 juni
  - Esa-Pekka Salonen, finländsk dirigent.
  - Anna-Lena Lodenius, svensk författare och journalist.

### Tredje kvartalet

#### Juli
- 5 juli
  - Veronica Guerin, irländsk journalist.
  - Bill Watterson, amerikansk serieskapare.
- 6 juli – Jennifer Saunders, brittisk skådespelare och komiker, Absolutely Fabulous, etc.
- 8 juli
  - Kevin Bacon, amerikansk skådespelare och regissör.
  - Neetu Singh, indisk skådespelare.
- 10 juli
  - Johan Jern, svensk bassångare.
  - Russ Carnahan, amerikansk demokratisk politiker.
- 14 juli
  - Eric Heiden, amerikansk skridskoåkare.
  - Eva Arnaz, indonesisk skådespelare.
- 15 juli – Mac Thornberry, amerikansk republikansk politiker, kongressledamot 1995–.
- 16 juli
  - Bengt Bauler, svensk skådespelare.
  - Mike D. Rogers, amerikansk republikansk politiker, kongressledamot 2003–.
- 20 juli – Billy Mays, amerikansk reklampersonlighet.
- 24 juli – Jim Leighton, skotsk fotbollsmålvakt.
- 25 juli
  - Niklas Strömstedt, svensk sångare och låtskrivare.
  - Thurston Moore, amerikansk sångare och gitarrist.
- 30 juli – Kate Bush, brittisk sångerska.

#### Augusti
- 3 augusti – Peter Eriksson, svensk politiker (miljöpartist).
- 4 augusti – Ky Karath, amerikansk skådespelare. Gretl von Trapp i Sound of Music.
- 7 augusti – Bruce Dickinson, brittisk sångare i Iron Maiden.
- 9 augusti
  - Amanda Bearse, amerikansk skådespelare.
  - Per Herrey, svensk artist, kompositör, jurist och författare.
- 16 augusti
  - Angela Bassett, amerikansk skådespelare.
  - Madonna, amerikansk sångerska och skådespelare.
- 18 augusti
  - Madeleine Stowe, amerikansk skådespelare.
  - Reg E. Cathey, amerikansk skådespelare.
- 19 augusti
  - Viveka Bergström, svensk smyckedesigner.
  - Rick Snyder, amerikansk republikansk politiker och affärsman, guvernör i Michigan 2011–2019.
- 22 augusti – Colm Feore, amerikansk-kanadensisk skådespelare.
- 23 augusti – Bill Haslam, amerikansk politiker.
- 24 augusti – Steve Guttenberg, amerikansk skådespelare.
- 25 augusti – Tim Burton, amerikansk filmregissör.
- 27 augusti
  - Sergej Krikaljov, sovjetisk/rysk kosmonaut.
  - Stalking Cat, amerikan som är känd för sina kroppsmodifikationer.
- 28 augusti – Janne Karlsson, svensk ishockeyspelare och -tränare.
- 29 augusti – Michael Jackson, amerikansk sångare och låtskrivare.

#### September
- 3 september – Helén Söderqvist-Henriksson, svensk skådespelare.
- 6 september
  - Buster Bloodvessel, sångare i Bad Manners.
  - Jaana Laitinen-Pesola, finländsk fackföreningsledare och politiker.
- 8 september
  - Anders Lundin, svensk programledare.
  - Unni Kristin Skagestad, norsk skådespelare.
  - Lars-Åke Wilhelmsson, även känd som Babsan.
- 10 september – Chris Columbus, amerikansk regissör, manusförfattare och filmproducent.
- 11 september – Brad Ellsworth, amerikansk demokratisk politiker.
- 16 september – Jennifer Tilly, amerikansk skådespelare.
- 17 september – Leena Hiltunen, svensk skådespelerska.
- 19 september – Lita Ford, amerikansk sångerska.
- 20 september – Charlie Kaufman, amerikansk manusförfattare och filmproducent.
- 22 september
  - Andrea Bocelli, italiensk sångare, tenor.
  - Joan Jett, amerikansk gitarrist, sångerska och skådespelare.
- 25 september – Michael Madsen, amerikansk skådespelare.
- 26 september – Darby Crash, amerikansk punksångare.
- 27 september – Shaun Cassidy, amerikansk skådespelare.

### Fjärde kvartalet

#### Oktober
- 7 oktober – Staffan Valdemar Holm, svensk teaterregissör och teaterchef.
- 9 oktober
  - Al Jourgensen, amerikansk musiker (1959 enligt nndb.com).
  - Alan Nunnelee, amerikansk republikansk politiker, kongressledamot 2011–2015.
- 8 oktober – Michael Paré, amerikansk skådespelare.
- 10 oktober – Tanya Tucker, amerikansk sångerska.
- 12 oktober – Steve Austria, amerikansk republikansk politiker, kongressledamot 2009–2013.
- 13 oktober – Maria Cantwell, amerikansk demokratisk politiker, senator 2001–.
- 16 oktober – Tim Robbins, amerikansk skådespelare, manusförfattare och filmregissör.
- 17 oktober – Michael Quigley, amerikansk demokratisk politiker, kongressledamot 2009–.
- 18 oktober – Antonio Guerrero, kuban, en av Miami Five.
- 20 oktober – Viggo Mortensen, dansk skådespelare.
- 23 oktober – Peter LeMarc, svensk sångare och låtskrivare.
- 26 oktober – Geoff Davis, amerikansk republikansk politiker, kongressledamot 2005–2012.
- 27 oktober – Simon Le Bon, brittisk sångare i gruppen Duran Duran.

#### November
- 5 november – Robert Patrick, amerikansk skådespelare.
- 8 november – Phil Fondacaro, amerikansk skådespelare.
- 14 november – Jarmo Mäkinen, finlandssvensk skådespelare.
- 16 november
  - Marg Helgenberger, amerikansk skådespelare.
  - Anne Holt, norsk jurist, journalist, författare och politiker, justitieminister 1996–1997.
- 17 november – Mary Elizabeth Mastrantonio, amerikansk skådespelare.
- 20 november – Rolf Ridderwall, svensk ishockeyspelare, målvakt.
- 21 november – Birgitta Englin, svensk skådespelare och teaterregissör.
- 22 november – Jamie Lee Curtis, amerikansk skådespelare.
- 26 november – Steve Buyer, amerikansk republikansk politiker.
- 29 november – Thomas Eriksson, alias Orup, svensk artist och låtskrivare.

#### December
- 1 december – Charlene Tilton, amerikansk skådespelare.
- 2 december – Michaela Jolin, svensk skådespelare och programpresentatör på SVT.
- 11 december – Nikki Sixx, amerikansk musiker, basist i Mötley Crüe.
- 15 december – Linda Krüger, svensk krokimodell och skådespelare.
- 19 december – Limahl, brittisk sångare.
- 23 december
  - Annette Stenson-Fjordefalk, svensk skådespelare.
  - Victoria Williams, amerikansk sångare, låtskrivare och gitarrist.
- 25 december – Christina Romer, amerikansk ekonom.
- 27 december – Steve Jones, amerikansk golfspelare.
- 31 december
  - Bebe Neuwirth, amerikansk skådespelare och dansare.
  - Gunilla Persson, svensk-amerikansk fotomodell.

## Avlidna

### Första kvartalet

#### Januari
- 4 januari – John Anderson, 75, brittisk finansminister.
- 6 januari – Alliot Verdon Roe, 80, engelsk flygpionjär.
- 15 januari – Jevgenij Sjvarts, 61, rysk författare.
- 18 januari – Matthew M. Neely, 83, amerikansk demokratisk politiker, senator 1923–1929, 1931–1941 och 1949–1958.
- 22 januari – Hugo Tranberg, 72, svensk skådespelare.
- 26 januari – Eric Laurent, 63, svensk skådespelare och sångare.
- 30 januari – Ernst Heinkel, 70, tysk flygplanskonstruktör.

#### Februari
- 13 februari
  - Christabel Pankhurst, 77, brittisk politiker, kvinnorättskämpe.
  - Georges Rouault, 86, fransk expressionistisk målare.
- 17 februari – Herbert E. Hitchcock, 90, amerikansk demokratisk politiker, senator 1936–1938.
- 20 februari – Dwight H. Green, 61, amerikansk republikansk politiker, guvernör i Illinois 1941–1949.
- 21 februari – Duncan Edwards, 21, engelsk fotbollsspelare.
- 22 februari – John W. Martin, 73, amerikansk demokratisk politiker, guvernör i Florida 1925–1929.
- 23 februari – Wilhelm Haquinius, 72, svensk skådespelare, hovklockare och sångare.
- 24 februari – Herbert Adams, 85, brittisk författare.
- 27 februari – Josef Norman, 73, svensk operettsångare och skådespelare.

#### Mars
- 1 mars – Lawrence C. Phipps, 95, amerikansk republikansk politiker och affärsman, senator 1919–1931.
- 11 mars
  - Ingeborg av Danmark, 79, svensk prinsessa.
  - Ole Kirk Christiansen, 66, dansk affärsman.
- 17 mars – Roscoe C. McCulloch, 77, amerikansk republikansk politiker, senator 1929–1930.
- 21 mars – Cyril M. Kornbluth, 34, amerikansk science fiction-författare.
- 22 mars – George S. Long, 74, amerikansk demokratisk politiker, kongressledamot 1953–1958.
- 28 mars – W.C. Handy, 84, amerikansk blueskompositör.
- 29 mars – Clyde Pangborn, 62, amerikansk flygpionjär.
- 30 mars – Gösta Hillberg, 80, svensk skådespelare.

### Andra kvartalet

#### April
- 8 april – Ethel Turner, 88, brittisk-australisk författare.
- 16 april
  - Rosalind Franklin, 37, brittisk kemist
  - W. Kerr Scott, 61, amerikansk politiker, senator 1954–1958.
- 22 april – Albert Hjärre, 60, svensk anatom.

#### Maj
- 5 maj – James Branch Cabell, 79, amerikansk författare.
- 20 maj – Frédéric François-Marsal, 84, fransk politiker, Frankrikes tillförordnade president 11–13 juni 1924.
- 26 maj – Francis Carco, 71, fransk författare.
- 29 maj – Juan Ramón Jiménez, 76, spansk författare.

#### Juni
- 7 juni – Matti Sauramo, 69, finländsk geolog.
- 16 juni – Imre Nagy, 62, ungersk politiker (avrättad).
- 28 juni – Vihtori Vesterinen, 73, finländsk politiker.

### Tredje kvartalet

#### Juli
- 14 juli – Faisal II, 23, irakisk kung 1939–1958 (mördad).
- 15 juli – Julia Lennon, 44, mor till John Lennon.
- 17 juli – Henri Farman, 84, fransk flygpionjär.
- 20 juli – Franklin Pangborn, 69, amerikansk skådespelare.
- 25 juli – Harry Warner, 76, amerikansk filmbolagsdirektör, grundare av Warner Bros.
- 30 juli – Nils Ohlin, 63, svensk skådespelare och instrumentmakare.

#### Augusti
- 1 augusti – Charles White, 62, svensk musiker och skådespelare.
- 12 augusti – Augustus O. Stanley, 91, amerikansk demokratisk politiker.
- 14 augusti – Frédéric Joliot-Curie, 58, fransk fysiker, nobelpristagare.
- 22 augusti – Roger Martin du Gard, 77, fransk författare.
- 26 augusti – Ralph Vaughan Williams, 85, brittisk tonsättare och dirigent.
- 27 augusti – Ernest Lawrence, 57, amerikansk fysiker, nobelpristagare 1939.

#### September
- 1 september
  - Rupert Waterhouse, 85, engelsk läkare.
  - Ragnar Werner, 75, svensk flygpionjär med aviatördiplom nr 8.
- 28 september – Aarre Merikanto, 65, finländsk kompositör.

### Fjärde kvartalet

#### Oktober
- 2 oktober – Marie Stopes, 77, brittisk gynekolog och förkämpe för födelsekontroll.
- 7 oktober – Maurice de Vlaminck, 82, fransk målare.
- 9 oktober – Pius XII, född Eugenio Maria Giuseppe Giovanni Pacelli, 82, påve sedan 1939.
- 11 oktober – Johannes R. Becher, 67, tysk författare och östtysk kulturminister.
- 23 oktober – Gerda Lundequist, 88, svensk skådespelare.

#### November
- 3 november – Hedvig Lindby, 82, svensk skådespelare.
- 7 november – Otte Sköld, 64, svensk konstnär och överintendent vid Nationalmuseum.
- 15 november – Tyrone Power, 44, amerikansk skådespelare.
- 17 november – Yutaka Taniyama, 31, japansk matematiker.
- 22 november – Helge Wahlgren, 75, svensk regissör.
- 24 november – Olof Andersson, 74, svensk VD för Svensk Filmindustri.

#### December
- 3 december – Henry Kapférer, 88, fransk flygpionjär.
- 5 december – Curt Björklund, 63, svensk arkitekt.
- 10 december – Lilli Tulenheimo, 78, finländsk skådespelare.
- 13 december – Maria Pavlovna av Ryssland, 68, storfurstinna av Ryssland.
- 15 december
  - Josua Bengtson, 76, svensk skådespelare.
  - Wolfgang Pauli, 58, österrikisk fysiker, nobelpristagare.
- 20 december – James Westheimer, 74, svensk operasångare och skådespelare.
- 21 december – Lion Feuchtwanger, 74, tysk-amerikansk författare.
- 22 december – Birger Vikström, 37, svensk författare.
- 26 december – Thomas F. Ford, 85, amerikansk demokratisk politiker.
- 30 december – Elsi Borg, 65, finländsk arkitekt.

## Nobelpris[17]
- Fysik
  - Pavel Tjerenkov, Sovjetunionen
  - Ilja Frank, Sovjetunionen
  - Igor Tamm, Sovjetunionen
- Kemi – Frederick Sanger, Storbritannien
- Medicin
  - George Wells Beadle, USA
  - Edward Lawrie Tatum, USA
  - Joshua Lederberg, USA
- Litteratur – Boris Pasternak, Sovjetunionen (av regimen tvingad att avstå)
- Fred – Georges Pire, Belgien

### Fotnoter
1. 1 2 3 4 5 6 7 8 9 10 11 12 13 14 15 16 17 18 19 20  20:e århundrades När Var Hur – 1958, Bernt Himmelstedt, Forum, 1999
2. 1 2 3 4 5 6 7 8 9  Hundra år i Sverige – 1958, Hans Dahlberg, Albert Bonniers, 1999
3. 1 2 3 4 5 6 7 8 9 10 11 12  Faktakalendern 1997, Semic, 1996
4. 1 2 3 4 5  Faktakalendern 2000 – 1958 (Utlandet) , Semic, 1999
5. ↑  ”1958: United players killed in air disaster”. BBC News. 6 februari 1958. http://news.bbc.co.uk/onthisday/hi/dates/stories/february/6/newsid_2535000/2535961.stm.
6. 1 2 3 4 5 6 7  100 år med Aftonbladet – 1958, 1999
7. ↑  ”Hearst Castle”. California State Parks. Arkiverad från originalet den 8 februari 2011. https://web.archive.org/web/20110208001323/http://hearstcastle.com/. Läst 15 februari 2011.
8. 1 2 3 4  Sverige 1900-talet – 1958, NE, Bra Böcker, 2000
9. ↑  ”Drumcliff”. Sjöhistoriska Samfundet. 1999. Arkiverad från originalet den 13 januari 2013. https://archive.is/20130113175003/http://www.bruzelius.info/Nautica/Ships/Fourmast_ships/Drumcliff(1887).html. Läst 15 februari 2011.
10. ↑  ”World Statesmen”. http://www.worldstatesmen.org/Iraq.htm.
11. ↑  ”USA:s militära insatser i utlandet”. Arkiverad från originalet den 12 oktober 2011. https://www.webcitation.org/62NCLaa95?url=http://www.history.navy.mil/library/online/forces.htm.
12. 1 2 3  Faktakalendern 1996, Semic, 1995
13. ↑  75 år Sverige, Carl-Adam Nycop, Bra Böcker, 1976, sidan 190 – Största svenska spionskandalen
14. ↑  ”Hembiträdesföreningarnas centralkommitté (läst 29 oktober 2010, ny version läst 10 januari 2011)”. https://arkivkatalog.arbark.se/?refkod=288.
15. ↑  ”Narkotika”. Arkiverad från originalet den 24 maj 2011. https://web.archive.org/web/20110524131828/http://members.fortunecity.com/simulatorsmusicsite/droger/narkotika.htm.
16. ↑  Sverige 1900-talet – Från den lilla, lilla gumman till vilda bebin, NE, Bra Böcker, 2000
17. ↑  ”Nobelpriset”. https://www.nobelprize.org/prizes/lists/all-nobel-prizes/. Läst 10 april 2011.